# Panicum simulans
Panicum simulans är en gräsart som beskrevs av Smook. Panicum simulans ingår i släktet vipphirser, och familjen gräs. Inga underarter finns listade i Catalogue of Life.